# (18357) 1990 SR2
(18357) 1990 SR2 là một tiểu hành tinh vành đai chính. Nó được phát hiện bởi Henry E. Holt ở Đài thiên văn Palomar ở Quận San Diego, California, ngày 18 tháng 9 năm 1990.